# Frederik Nizozemský
Frederik Nizozemský (Vilém Frederik Karel; 28. února 1797, Berlín – 8. září 1881, Wassenaar) byl druhým synem nizozemského krále Viléma I. a jeho manželky Vilemíny Pruské.

## Mládí
Princ vyrůstal u pruského královského dvora svého děda Fridrich Viléma II. a posléze svého strýce Fridricha Viléma III. Jedním z jeho učitelů byl pruský generál Carl von Clausewitz. V šestnácti letech bojoval v bitvě u Lipska.
Princ poprvé vstoupil na území Nizozemska v prosinci 1813. Protože nemluvil nizozemsky, byl poslán na univerzitu v Leidenu, aby se mu dostalo dalšího vzdělání. V Haagu jej také vyučoval generál Karl Ludwig von Phull. Když se Napoleon vrátil z Elby, dostal princ v době stodenního císařství velení nad jedním oddílem Wellingtonovy armády, který byl poslán pozici u Braine-le-Comte pro případ, že by vojsko muselo po prohrané bitvě u Waterloo ustupovat.

## Nizozemský princ
Na základě rodové smlouvy měl Frederik po otcově smrt zdědit německé rodinné majetky. Po vídeňské smlouvě však tyto německé majetky rodině už nepatřily. Místo toho se stal dědicem lucemburského velkovévodství. V roce 1816 se Frederik vzdal tohoto nároku výměnou za pozemky v Nizozemsku a titul nizozemského prince. Jako další náhradu obdržel každoroční obnos 190 000 nizozemských guldenů, což z něj činilo nejbohatšího člena oranžsko-nasavské dynastie. Za tyto peníze koupil velkou nemovitost v Německu, načež se stal největším vlastníkem půdy z Nizozemska.
V roce 1826 byl jmenován generálním komisařem ministerstva války. V tomto úřadu Frederik po pruském vzoru reorganizoval armádu. V Bredě založil královskou vojenskou akademii a vybavil armádu moderními zbraněmi.
Když v roce 1830 vypukla belgická revoluce, velel jednotkám vyslaným do Bruselu, aby potlačily tamní povstání. Tyto jednotky vedl během několika dní bojů v Bruselu, ale znovu dobýt hlavní město nedokázal. V roce 1831 se účastnil také bratrova desetidenního tažení do Belgie.

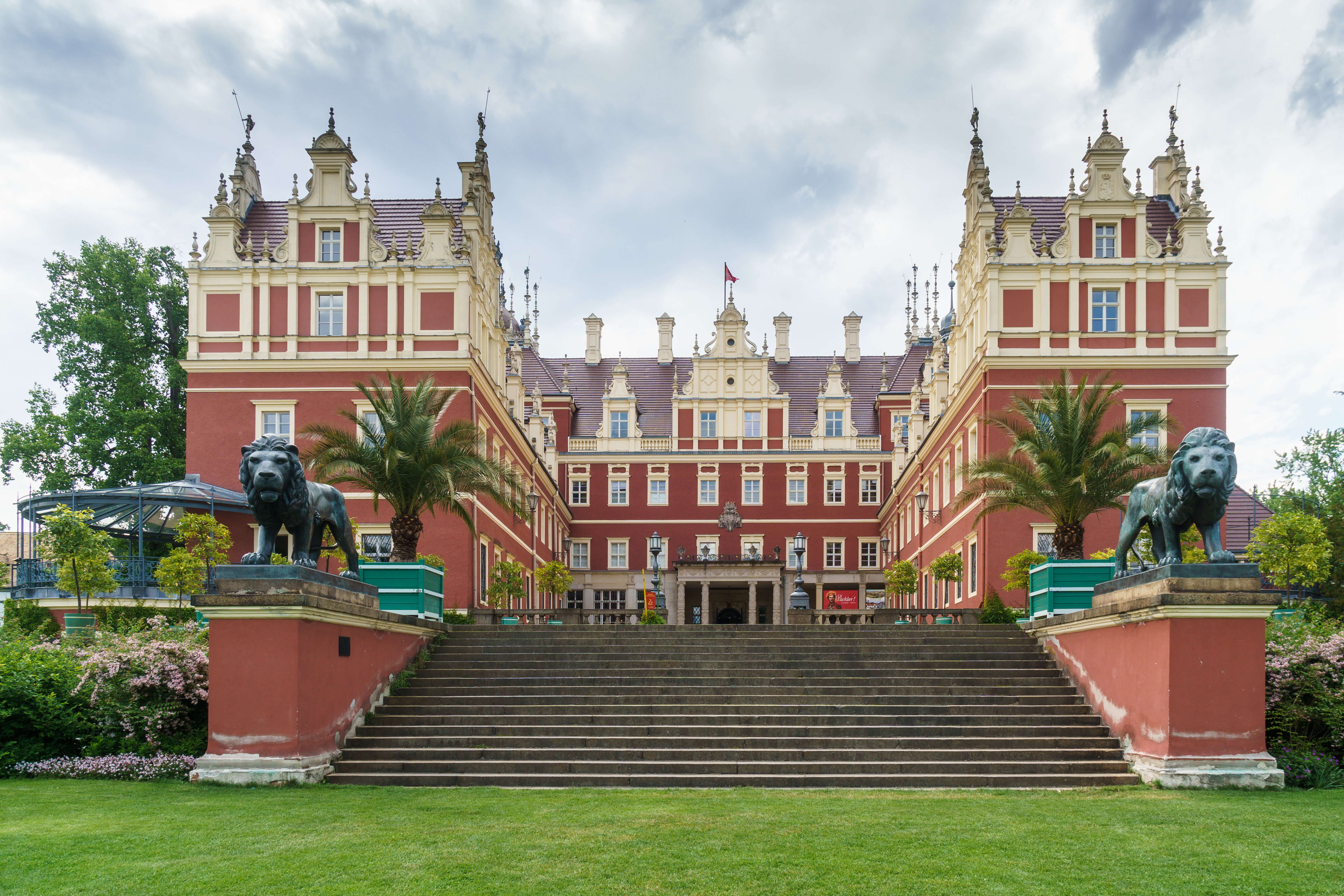
Zámek Muskau

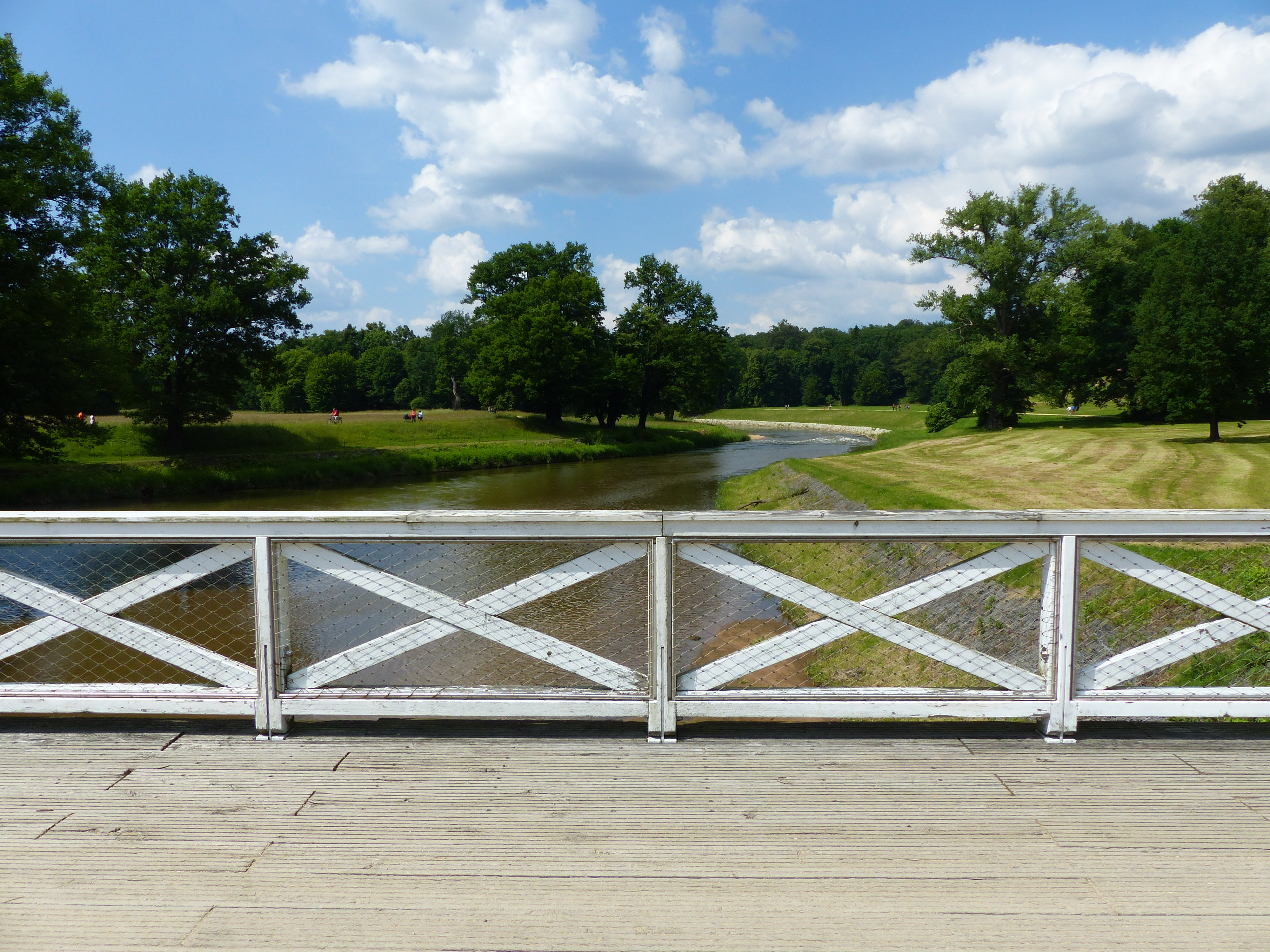
Park Muskau

Když jeho otec v roce 1840 abdikoval, stáhl se Frederik na své statky ve Wassenaaru. V roce 1846 získal zámek Muskau v Prusku, kde dokončil park Muskau, největší a jednu z nejznámějších anglických zahrad ve střední Evropě, táhnoucí se po obou stranách současné německo-polské hranice na Lužické Nise. Se stavbou parku začal v roce 1815 umělecký zahradník Hermann von Pückler-Muskau (1785–1871). V červenci 2004 byl park přidán na seznam Světového dědictví.
Po smrti jeho staršího bratra v roce 1849 tonula země ve velkých dluzích. Frederikovi se podařilo ruskému carovi Mikulášovi I., švagrovi Viléma II., splatit milion guldenů. Nový král, Vilém III., Frederikův synovec, nechtěl po svém otci zdědit královský majestát, Frederikovi se však podařilo ho přesvědčit, aby se tohoto postavení ujal, a nabídl mu pomoc. Vilém III. Frederika jmenoval generálním inspektorem armády. V tomto úřadě princ zůstal do roku 1868, kdy rezignoval kvůli nedostatečné podpoře svých plánů na modernizaci armády. Frederikovi se podařilo zabránit rozvodu Viléma III. s Žofií Württemberskou vytvořením právní rozluky. Odebral se na zámek Muskau, který byl v letech 1863 až 1866 přestavěn do novorenesance.
Princ Frederik zemřel 8. září 1881 ve Wassenaaru ve věku 84 let.

## Manželství a potomci
21. května 1825 se osmadvacetiletý princ v Berlíně oženil se svou o jedenáct let mladší sestřenicí Luisou, nejmladší dcerou pruského krále Fridricha Viléma III. Manželé spolu měli čtyři děti:
- Vilemína Frederika Alexandrina Anna Luisa (5. srpna 1828 – 30. března 1871), ⚭ 1851 Karel XV. (3. května 1826 – 18. září 1872), král švédský a norský od roku 1859 až do své smrti
- Vilém (6. července 1833 – 1. listopadu 1834)
- Frederik (22. srpna 1836 – 23. ledna 1846)
- Vilemína Frederika Anna Alžběta Marie (5. června 1841 – 22. června 1910), ⚭ 1871 Vilém Adolf Maximilián Karel, 5. kníže zu Wied (22. srpna 1845 – 22. října 1907)

## Tituly, oslovení a vyznamenání

### Tituly a oslovení
- 1797–1881: Jeho královská Výsost princ Frederik Nizozemský, princ oranžsko-nasavský

### Vyznamenání
- Nizozemsko: Vojenský Vilémův řád, 18. srpna 1831
- Nasavsko: Řád Adolfa Nasavského, červen 1858
- Rakouské císařství: Královský uherský řád sv. Štěpána, 1835
- Hannoverské království: Řád Guelfů, 1821
- Hesenské kurfiřtství: Řád zlatého lva, 5. června 1851
- Oldenburské velkovévodství: Domácí a záslužný řád vévody Petra Fridricha Ludvíka, 26. července 1853
- Pruské království: Řád černé orlice, 10. října 1815
- Ruské impérium:
  - Řád sv. Jiří, září 1813
  - Řád sv. Ondřeje, 22. června 1814
  - Řád sv. Alexandra Něvského, 22. června 1814
- Španělsko: Řád Karla III., 8. listopadu 1817
- Švédsko-norská unie:
  - Řád Serafínů, 10. února 1850
  - Řád svatého Olafa, 19. června 1850
  - Řád Karla XIII., 19. července 1852
- Württemberské království: Řád württemberské koruny, 1849

## Vývod z předků
|                     |                                         |  |                   |                                                   |  |  |  |  |  |  |  | Jan Vilém Friso |
|                     |                                         |  |                   |                                                   |  |  |  |  |  |  |  |                 |
|                     | Vilém IV. Oranžský                      |  |                   |                                                   |  |  |  |  |  |  |  |                 |
|                     |                                         |  |                   |                                                   |  |  |  |  |  |  |  |                 |
|                     |                                         |  |                   | Marie Luisa Hesensko-Kasselská                    |  |  |  |  |  |  |  |                 |
|                     |                                         |  |                   |                                                   |  |  |  |  |  |  |  |                 |
|                     | Vilém V. Oranžský                       |  |                   |                                                   |  |  |  |  |  |  |  |                 |
|                     |                                         |  |                   |                                                   |  |  |  |  |  |  |  |                 |
|                     |                                         |  |                   | Jiří II.                                          |  |  |  |  |  |  |  |                 |
|                     |                                         |  |                   |                                                   |  |  |  |  |  |  |  |                 |
|                     | Anna Hannoverská                        |  |                   |                                                   |  |  |  |  |  |  |  |                 |
|                     |                                         |  |                   |                                                   |  |  |  |  |  |  |  |                 |
|                     |                                         |  |                   | Karolina z Ansbachu                               |  |  |  |  |  |  |  |                 |
|                     |                                         |  |                   |                                                   |  |  |  |  |  |  |  |                 |
|                     | Vilém I. Nizozemský                     |  |                   |                                                   |  |  |  |  |  |  |  |                 |
|                     |                                         |  |                   |                                                   |  |  |  |  |  |  |  |                 |
|                     |                                         |  |                   | Fridrich Vilém I.                                 |  |  |  |  |  |  |  |                 |
|                     |                                         |  |                   |                                                   |  |  |  |  |  |  |  |                 |
|                     | August Vilém Pruský                     |  |                   |                                                   |  |  |  |  |  |  |  |                 |
|                     |                                         |  |                   |                                                   |  |  |  |  |  |  |  |                 |
|                     |                                         |  |                   | Žofie Dorotea Hannoverská                         |  |  |  |  |  |  |  |                 |
|                     |                                         |  |                   |                                                   |  |  |  |  |  |  |  |                 |
|                     | Vilemína Pruská                         |  |                   |                                                   |  |  |  |  |  |  |  |                 |
|                     |                                         |  |                   |                                                   |  |  |  |  |  |  |  |                 |
|                     |                                         |  |                   | Ferdinand Albrecht II. Brunšvicko-Wolfenbüttelský |  |  |  |  |  |  |  |                 |
|                     |                                         |  |                   |                                                   |  |  |  |  |  |  |  |                 |
|                     | Luisa Amálie Brunšvicko-Wolfenbüttelská |  |                   |                                                   |  |  |  |  |  |  |  |                 |
|                     |                                         |  |                   |                                                   |  |  |  |  |  |  |  |                 |
|                     |                                         |  |                   | Antonie Amálie Brunšvicko-Wolfenbüttelská         |  |  |  |  |  |  |  |                 |
|                     |                                         |  |                   |                                                   |  |  |  |  |  |  |  |                 |
| Frederik Nizozemský |                                         |  |                   |                                                   |  |  |  |  |  |  |  |                 |
|                     |                                         |  |                   |                                                   |  |  |  |  |  |  |  |                 |
|                     |                                         |  | Fridrich Vilém I. |                                                   |  |  |  |  |  |  |  |                 |
|                     |                                         |  |                   |                                                   |  |  |  |  |  |  |  |                 |
|                     | August Vilém Pruský                     |  |                   |                                                   |  |  |  |  |  |  |  |                 |
|                     |                                         |  |                   |                                                   |  |  |  |  |  |  |  |                 |
|                     |                                         |  |                   | Žofie Dorotea Hannoverská                         |  |  |  |  |  |  |  |                 |
|                     |                                         |  |                   |                                                   |  |  |  |  |  |  |  |                 |
|                     | Fridrich Vilém II.                      |  |                   |                                                   |  |  |  |  |  |  |  |                 |
|                     |                                         |  |                   |                                                   |  |  |  |  |  |  |  |                 |
|                     |                                         |  |                   | Ferdinand Albrecht II. Brunšvicko-Wolfenbüttelský |  |  |  |  |  |  |  |                 |
|                     |                                         |  |                   |                                                   |  |  |  |  |  |  |  |                 |
|                     | Luisa Amálie Brunšvicko-Wolfenbüttelská |  |                   |                                                   |  |  |  |  |  |  |  |                 |
|                     |                                         |  |                   |                                                   |  |  |  |  |  |  |  |                 |
|                     |                                         |  |                   | Antonie Amálie Brunšvicko-Wolfenbüttelská         |  |  |  |  |  |  |  |                 |
|                     |                                         |  |                   |                                                   |  |  |  |  |  |  |  |                 |
|                     | Vilemína Pruská                         |  |                   |                                                   |  |  |  |  |  |  |  |                 |
|                     |                                         |  |                   |                                                   |  |  |  |  |  |  |  |                 |
|                     |                                         |  |                   | Ludvík VIII. Hesensko-Darmstadtský                |  |  |  |  |  |  |  |                 |
|                     |                                         |  |                   |                                                   |  |  |  |  |  |  |  |                 |
|                     | Ludvík IX. Hesensko-Darmstadtský        |  |                   |                                                   |  |  |  |  |  |  |  |                 |
|                     |                                         |  |                   |                                                   |  |  |  |  |  |  |  |                 |
|                     |                                         |  |                   | Šarlota z Hanau-Lichtenbergu                      |  |  |  |  |  |  |  |                 |
|                     |                                         |  |                   |                                                   |  |  |  |  |  |  |  |                 |
|                     | Frederika Luisa Hesensko-Darmstadtská   |  |                   |                                                   |  |  |  |  |  |  |  |                 |
|                     |                                         |  |                   |                                                   |  |  |  |  |  |  |  |                 |
|                     |                                         |  |                   | Kristián III. Falcko-Zweibrückenský               |  |  |  |  |  |  |  |                 |
|                     |                                         |  |                   |                                                   |  |  |  |  |  |  |  |                 |
|                     | Karolína Falcko-Zweibrückenská          |  |                   |                                                   |  |  |  |  |  |  |  |                 |
|                     |                                         |  |                   |                                                   |  |  |  |  |  |  |  |                 |
|                     |                                         |  |                   | Karolína Nasavsko-Saarbrückenská                  |  |  |  |  |  |  |  |                 |
|                     |                                         |  |                   |                                                   |  |  |  |  |  |  |  |                 |